# تاريخ شلل الأطفال

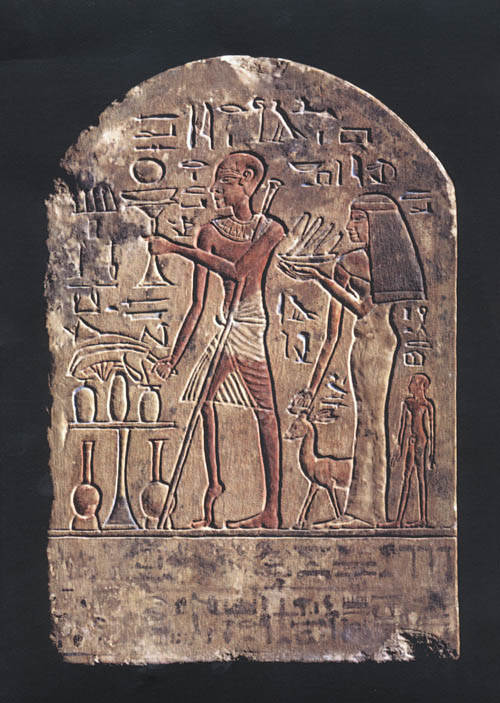
صورة من الآثار المصرية القديمة توضح رسماُ لضحية مرض شلل الأطفال "بوليو". السلالة الحاكمة للقرن الثامن عشر. (1365-1404)

تاريخ الإصابة بشلل الأطفال توسع على مر العصور.على الرغم من أن الأوبئة الرئيسية لشلل الأطفال لم تكن معروفة قبل القرن العشرين، هذا المرض سبَّب الشلل والموت لكثير من البشر. على مدى آلاف السنين، كان شلل الأطفال مرض غير وبائي حتى التسعينيات، عندما بدأت الأوبئة الرئيسية تظهر في أوروبا. بعد فترة وجيزة، ظهرت الأوبئة على نطاق واسع في الولايات المتحدة. وبحلول العام 1910، أصبحت الأوبئة المتكررة أحداثاً اعتيادية في جميع أنحاء العالم. في المقام الأول المدن خلال أشهر الصيف تحديداً في ذروتها بين 1940و 1950. شلل الأطفال من شأنه أن يشل أو يقتل أكثر من نصف مليون شخص في جميع أنحاء العالم كل عام.
إن الخوف والاستجابة الجماعية لهذه الأوبئة أدى إلى رد فعل الجمهور الاستثنائي وحفز تطوير أساليب جديدة لمنع وعلاج هذا المرض، وثورة العمل الخيري الطبي.على الرغم من أن تطوير اثنين من لقاحات شلل الأطفال أدت إلى اختفاء شلل الأطفال كلياً ولكن في أربع دول، لا تزال فكرة تطوير العلاج التأهيلي الحديث تشغل حيزاً.

## بدايات التاريخ
وأصبحت اللوحات والمنحوتات الفرعونية تُصور الاختلاف بين الأشخاص الأصحاء والأشخاص ذو الأطراف الذابلة والأطفال اللذين يستخدمون العصي في سن مبكرة لمساعدتهم على المشي. ومن نظرية أن الإمبراطور الروماني كلاوديوس الذي كان مصاب عندما كان طفلا، وهذا سبب له أن يمشي مع عرج لبقية حياته. ولعل أول حالة سجلت من شلل الأطفال هي أن لسر والتر سكوت، وفي عام 1773 كان قال سكوت "حمى التسنين الشديدة حرمته من من الإحساس  بساقه اليمنى.  في ذلك الوقت لم يكن شلل الأطفال معروفاً في الطب. وبحسب ما قدمه سكوت من دلائل قوية وتفاصيل التي قدمت فائدة عظمى في تشخيص المرض مستقبلاً. فقد كان العرج الناتج من ساقه اليسرى أثر هام في حياته وكتابته. 
وبحسب ما قدمه سكوت من دلائل قوية وتفاصيل التي قدمت فائدة عظمى في تشخيص المرض مستقبلاً.فقد كان العرج الناتج من ساقه اليسرى أثر هام في حياته وكتابته. وقد وصفت أعراض شلل الأطفال من قبل العديد من الأشخاص.وفي أوائل القرن التاسع عشر كان يعرف هذا المرض بأشكال مختلفة على النحو التالي: شلل الأسنان، شلل العامود الفقري في الرضع، والشلل الأساسي في الأطفال، تنازلية الشلل، التهاب النخاع الشوكي للأبواق الأمامية، التهاب سنجابية النخاع (من tephros اليونانية، وهذا يعني الرّماد) وشلل الصباح. في عام 1789 قدُم أول وصف سريري لشلل الأطفال بحلول طبيب بريطاني مايكل اندروود حيث أنه يشير إلى شلل الأطفال بأنه «الوهن من الأطراف السفلية». كان التقرير الطبي الأول على شلل الأطفال عن طريق جاكوب هيني في عام 1840. وأجرى كارل اوسكار ميدين أول لدراسة تجريبية لوباء شلل الأطفال في عام 1890 . وقد كان هذا العمل مع تصنيف مسبق من هيني لذا عُرف المرض باسم هيني-ميدين.

## الأوبئة
كانت أوبئة شلل الأطفال غير معروفة قبل القرن العشرين ثم بدأ يظهر شلل الأطفال في أوروبا والولايات المتحدة حوالي عام 1900. التقرير الأول لحالات شلل الأطفال كان في عام 1843 وكانت قد وصفت تفشي شلل الأطفال في ولاية لويزيانا عام 1841. ولقد حدثت فجوة مدتها خمسين سنة قبل تقرير الولايات المتحدة الجديدة لمجموعة من 26 حالة في بوسطن في عام 1893. واعترف لأول مرة الولايات المتحدة حدث وباء شلل الأطفال في العام التالي في ولاية فيرمونت مجموع الحالات 132 (18 حالة وفاة)، بما في ذلك العديد من البالغين. بدأت الأوبئة العديد من الأحجام المختلفة لتظهر في جميع أنحاء البلاد. قبل 1907 أفادت التقارير أن حوالي 2500 حالة من حالات شلل الأطفال في مدينة نيويورك.

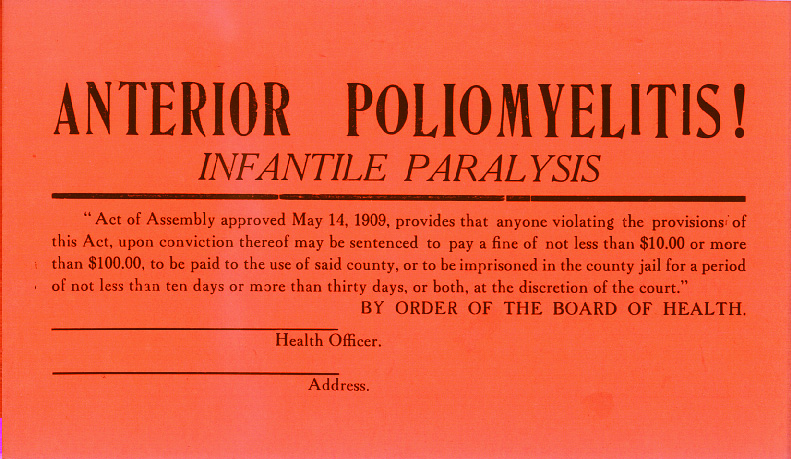
هذه اللافتة وضعت في نافذة مساكن الحجر الصحي التي وضع فيها مرضى شلل الأطفال. مخالفة نظام الحجر الصحي أو إزالة اللافتة يترتب عليه عقوبة غرامة مالية تقارب 100 دولار أمريكي في 1909.

في السبت يونيو 17، 1916 تم الإعلان الرسمي عن وجود عدوى وباء شلل الأطفال في بروكلين، نيويورك. في تلك السنة، كان هناك أكثر من 27,000 حالة إصابة وأكثر من 6000 حالة وفاة بسبب مرض شلل الأطفال في الولايات المتحدة، مع أكثر من 2000 حالة وفاة في مدينة نيويورك وحدها. أسماء وعناوين الأشخاص الذين تم تأكيد إصابتهم بوباء شلل الأطفال تم نشرها يومياً في الصحف، وكان يتم وضع ملصقات وإعلانات أمام بيوتهم حتى تتم ملاحظتها، وتم عزل عائلاتهم عنهم. الدكتور هيرام. م. هيلركان أحد الفيزيائيين الذي لاحظ الوضع، لكن طبيعة المرض بشكل عام كانت مبهمة. وباء 1916 سبب ذعراً على المستوى العالمي، فالكثير من الناس تركوا المدن ورحلوا للمناطق الجبلية القريبة، والمسارح وصالات الأفلام تم أغلاقها، اللقاءات تم إلغاؤها، التجمعات العامة أختفت تقريباً، وتم إخبار الناس بعدم التواجد بالحدائق العامة وأماكن التسلية مثل حمامات السباحة والشواطئ. من بعد 1916, وباء فيروس الأطفال أصبح يظهر كل صيف في منطقة واحدة على الأقل من الدولة، مع ظهور أسوء الحالات في الأربعينات والخمسينات من القرن التاسع عشر. في عام 1949, ظهرت في الولايات المتحدة 2720 حالة وفاة و 42137 حالة إصابة بسبب الوباء، وتم تأكيد وجود حالات في كندا والمملكة المتحدة في ذلك العام. 
قبل القرن العشرين، كان وجود حالات إصابة للمواليد تحت ستة أشهر نادراً، فمعظم حالات الإصابة التي تم تسجيلها للأطفال كانت من فوق 6 أشهر حتى 4 سنوات. الأطفال المصابين بوباء شلل الأطفال كانت تظهر عليهم أعراض خفيفة بشكل عام، ولكن نتيجة لذلك أصبحت لديهم مناعة تجاه المرض. في الدول المتقدمة فيه نهاية القرن التاسع عشر وبداية القرن العشرين، تم تطوير الصرف الصحي للمجتمع، ابتداءً من التخلص من مياه المجاري حتى تنظيف معدات المياه. الاهتمام بالنظافة الصحية تعني أن المواليد والأطفال كانت لديهم فرصة ضئيلة للإصابة بالمرض. نتيجة لذلك، التعرض لفيروس بوليو تم تأخيره عند الأطفال حتى مراحل متأخرة من الطفولة، أو عند البلوغ، عندما كان المرض يظهر غالباً على شكل شلل. 
عند الأطفال، الشلل الذي يسببه فيروس شلل الأطفال ظهر في 1/1000 حالة، بينما عند البالغين، الشلل ظهر في 1/75 حالة. بعد 1950, معدل عمر الذروة في شلل الأطفال أنتقل من المواليد إلى الأطفال من عمر 5 حتى 9; ثلث الحالات التي تم تشخيصها كان المصابين فوق عمر 15 سنة. وفقاً لذلك، معدل شلل الأطفال والموت بسببه  زاد خلال ذلك الوقت. (1) في الولايات المتحدة، انتشار وباء فيروس شلل الأطفال في عام 1952 كان الأسوأ في تاريخها، فكان الآباء في حالة من الهزع بسبب المرض، وأدرك العامة أهمية إيجاد علاج فوري لهذا المرض. من 57628 حالة تم تسجيلها تلك السنة، 4145 فارقوا الحياة، و 21269 عاشوا مصابين بذلك الشلل. 

## علاجات عبر التاريخ
في بدايات القرن العشرين- مع غياب العلاجات المؤكدة- عدد من العلاجات الغريبة وغير المؤكدة تم اقتراحها. جون هيفين ايمرسن كتب دراسة عن وباء شلل الأطفال في نيويورك عام 1916  أقترح فيها علاجاً، فكتب:
بعد وباء 1916, وبعد نجاح ملموس لعلاج مرضى فيروس شلل الأطفال، الباحثون حاولوا جاهدين لإيجاد علاج أفضل للمرض. بين 1916 وبداية الخمسينات من القرن التاسع عشر، تم العثور على العديد من العلاجات من أجل منع التشوهات مثل المعالجات المائية والكهربائية. في عام 1935, كلاوس جنجبلت صرح أن العلاج بفيتامين د قللت من التشوهات عند القرود. بالرغم من العديد من التجارب التي قام بها ألبرت سابين وجنجبلت نفسه، لم تكن تلك التجارب قادرة أن تثبت النتائج التي وعدوا بها. لاحقاً، نشر فريد كلينر تجاربه السريرية التي قام بها بتجربة فيتامين د لعلاج مرض بوليو، مع ذلك، لم تتلقى تجاربه السريرية نتائج إيجابية ولم تظهر تجارب سريرية أخرى منذ ذلك الحين.
 العلاجات الجراحية كجراحة تطعيم العصب، وإطالة الوتر، ونقل الوتر، وإطالة واستئصال الأطراف، كانت تستخدم بشكل واسع ذلك هذا الوقت. المرضى الذين يعانون من بقايا الشلل كانوا يعالجون باستخدام الدعامات وتم تعليمهم كيفية تعويض خسارة وظائف الجسم بمساعدة العكازات، المسماك، والكراسي المتحركة. استخدام الأجهزة، كالدعامات القاسية، اسطوانات الجسم، تميل إلى إحداث ضمور بالعضلات نظراً لأنها تحصر حركة مستخدمها وتحد منها كانت تعتبر من العلاجات ذات الفاعلية.
التدليك والتمارين الحركية كانت أيضا تستخدم لعلاج ضحايا شلل الأطفال. معظم هذه العلاجات أثبتت أن لها فعالية -وإن كانت بسيطة- تستحق أن تذكر. لكن ظهرت عدة علاجات إجرائية فعالة لمرض شلل الأطفال هذه العقود ومنها الرئة الحديدية، مصل الأجسام الضادة لمكافحة شلل الأطفال، ونظام علاجي طُوّر بواسطة الأخت اليزابيث كيني.

### الرئة الحديدية:

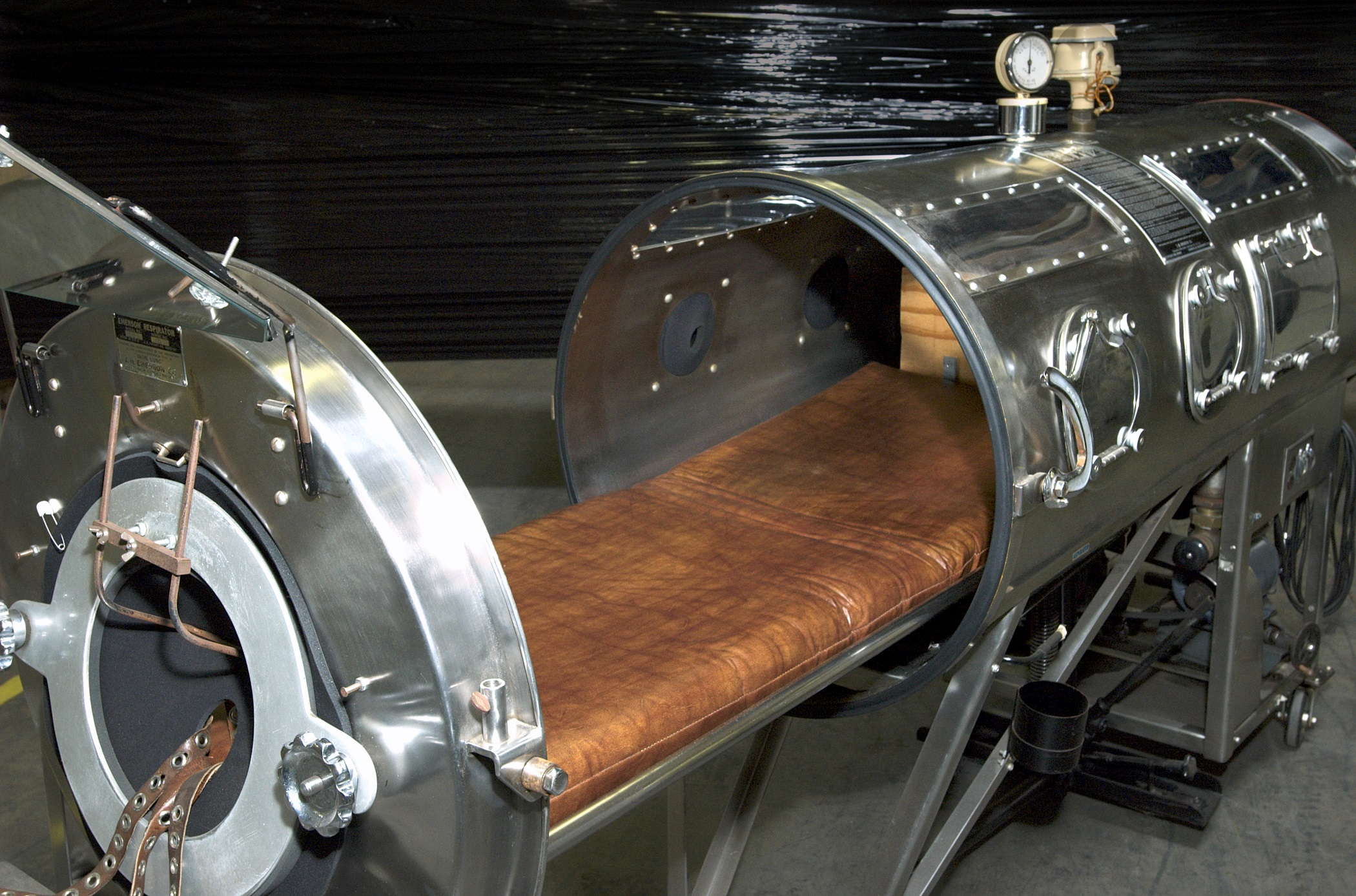
هذه الرئة الحديدية تم التبرع بها لـ CDC عن طريق عائلة السيد بارتون هيبرت من كوفينغتون, لويزيانا, والذي استخدم الجهاز من أواخر خمسينيات القرن التاسع عشر حتى مات في عام 2003.

أول رئة حديدية استخدمت لعلاج المصابين بشلل الأطفال اختُرعت بواسطة فيليب درينكر، لويس اغاسيز شاو، وجيمس ويلسون في جامعة هارفارد وتم تجربتها عمليًّا في 12 أكتوبر 1928 في مستشفى للأطفال في بوسطن. الرئة الحديدية الأصلية لدرينكر كانت تُشغَّل بواسطة محرك كهربائي متصل بمكنستين كهربائيتين، وتمل بواسطة اعتمادًا على التغير في الضغط داخل الآلة. عندما ينخفض الضغط، ينبسط تجويف الصدر محاولةً لملء الفراغ الجزئي، أما عندما يرتفع الضغط فإن التجويف الصدري ينقبض. هذا الانبساط والانقباض -أو التوسع والتضيق- يحاكي التنفس الطبيعي الفسيولوجي الذي يتنفسه الإنسان الطبيعي. التصميم الخارجي قد حُسِّن فينا بعد عن طريف منفاخ يعلق مباشرة على الجهاز وقد قام جون هافن إيمرسون بتعديل التصميم ليجعل الإنتاج أقل تكلفة. كانت الرئة الحديدة لإيمرسون تُنتج حتى عام 1970. هناك وسائل تنفسية أخرى - مثل السرير الهزاز- كانت تستخدم مع المرضى الذي يعانون من صعوبات تنفسية أقل. 
خلال أوبئة شلل الأطفال، أنقذت الرئة الحديدة حياة الآلاف من المرضى. لكن الرئة الحديدة كانت كبيرة جدا، مرهقة، ومكلفة كثيرًا. في عام 1930 كلفت رئة حديدية ما يقارب 1500 دولار - تقريبا كسعر منزل متوسط-. تكلفة تشغيل الآلة كانت أيضًا مرهقة وكبيرة جدًا، كما كان المرضى يُغطون في الغرف المعدنية لشهور، سنوات، وأحيانا مدى الحياة.حتى مع وجود الرئة الحديدية، تجاوز معدل الوفيات لمرضى شلل الأطفال 90٪.
هذه السلبيات أدت إلى صناعة وتطوير العديد من مراوح التهوية ذات الضغط الموجب واستخدام وسائل التهوية الموجبة الضغط بواسطة القصبة الهوائية (.(tracheostomy المراوح الهوائية الموجبة الضغط خفضت معدل الوفيات لمرضى شلل لأطفال من 90٪ إلى 20٪. خلال وباء كوبنهاغن في عام 1952 عدد كبير من المرضى كان يتم تهويتهم بواسطة اليد عن طريق طلاب الطب وأشخاص آخرين، لأن عدد المرضى كان كبير مقارنةً بعدد المراوح الهوائية الذي كان موجود.

### العلاج المناعي السلبي
في عام 1950 قام ويليام هامون من جامعة بيتسبرغ بعزل مصل، يحتوي على أجسام مضادة ضد فيروس شلل الأطفال، عن دم المرضى الذين نجوا من فيروس شلل الأطفال. علِم هامون أن المصل سيحد من انتشار فيروس شلل الأطفال وسيخفف من شدة المرض عند المرضى المصابين به. بين سبتمبر 1951 ويوليو 1952 شارك 55000 طفل مصاب في تجربة سريرية لمصل مضاد شلل الأطفال. نتائج التجربة كانت مُبشرة وتبعث الأمل، أظهر المصل تأثيره بنسبة 80٪ في الحد من تطور شلل الأطفال، وأظهر أيضا أن حمايته تستمر لمدة 5 أسابيع إذا ما أُعطي المصل تحت مراقبة وحذر شديدين. وأيضًا شوهد أن المصل يقلل من خطورة المرض عند المرضى الذين تطور لديهم المرض.
الاستخدام الواسع النطاق لمصل الأجسام المضادة بهدف منع تفشي فيروس شلل الأطفال وعلاجه كان له العديد من السلبيات، مثل المشاهدات التي استُنتج منها أن المناعة التي تتم اعتمادًا على المصل لا تدوم طويلًا، والحماية التي توفرها الأجسام المضادة كانت غير تامة وغير مثالية. إلا أنه بالرغم من ذلك، كان إعادة الحقن أمرًا مطلوبًا عندما يتفشى الوباء، والزمن الذي يستغرقه الوباء المتفشي حتى ينتهي كانت غير معلومة، فلا أحد يعلم متى سيتوقف الوباء أو متى سيموت. مصل الأجسام المضادة قد تم التعامل معه على نحو واسع، ولكن الحصول على المصل كان أمرًا مكلفًا ماديًّا ويستغرق الكثير من الوقت، ولقد أدى تركيز المجتمع الطبي مؤخرا ألى العديد من التطورات والتحسينات للقاح شلل الأطفال.

### نظام كيني
الإدارة المبكرة للتمارين على العضلات المشلولة تشدد احتياج باقي العضلات المتأثرة وتشير إلى أن وضع الجبائر سيمنع تيبس العضلات، الأوتار، الأربطة أو البشرة والذي قد يؤدي إلى صعوبة أداء الحركات العادية. العديد من مرضى شلل الأطفال يستلقون ويغطون أجسادهم بغطاء من الجص ويبقون عدة أشهر في كل مرة، وكثيرًا ما أدى هذا البقاء لفترات طويلة إلى ضمور للعضلات سواء المتضررة وغير المتضررة.
في عام 1940 انتقلت الممرضة الأسترالية:
اليزابيث كيني إلى جنوب أمريكا وتحدت هذا النهج للعلاج. في علاج حالات شلل الأطفال في المناطق الريفية في أستراليا بين عامي 1928 و 1940، وضعت كيني شكلا من أشكال العلاج الطبيعي - بدلا من شل حركة الأطراف المتضررة - التي تهدف لتخفيف الألم والتشنجات لمرضى شلل الأطفال من خلال استخدام الحرارة (الحزم الرطبة الساخنة) لتقليل أضرار العضلات، دعت للتمارين والنشاطات المبكرة وذلك لتحقيق أقصى قدر من قوة الألياف العضلية وتعزيز وظائف المرونة العصبية للخلايا العصبية المتبقية التي لم يتم قتلها من قبل الفايروس. لاحقا استقرت الأخت كيني في ولاية مينيسوتا حيث أسست معهد الأخت كيني لإعادة التأهيل، بداية بحملة صليبية على نطاق العالم لمناصرة نظامها في العلاج. ببطء، فازت أفكار كيني، وبحلول منتصف قرن العشرينات كانت السمة المميزة لعلاج مرض شلل الأطفال. بالتركيبية العلاجية للأدوية المضادة للتشنج التي تحد من التقلصات العضلية، علاج كيني لا زال يستخدم في علاج مرضى شلل الأطفال.

## تطور اللقاح

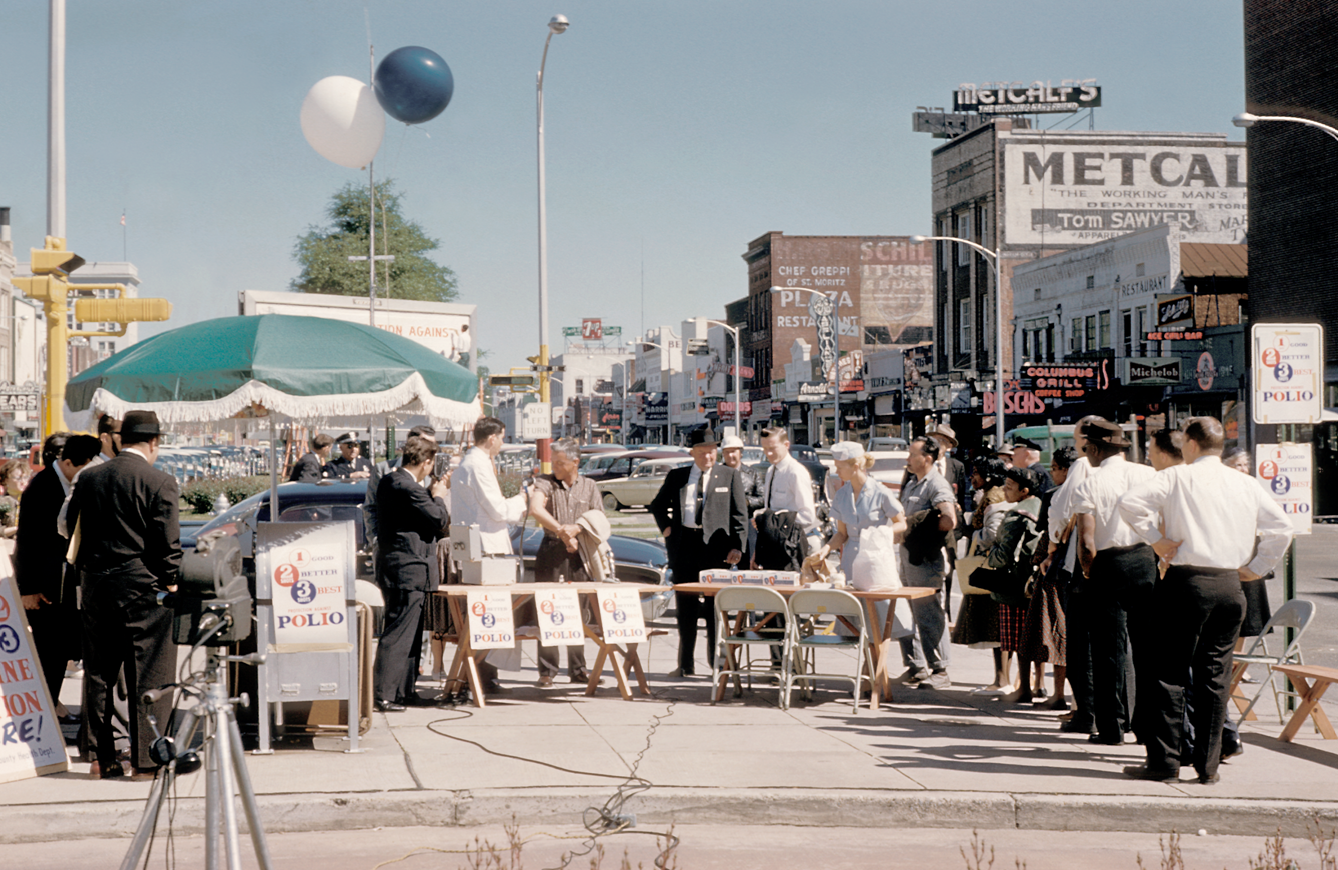
الناس في كولومبوس, جيورجيا ينتظرون لقاح شلل الأطفال في الأيام الأولى من البرنامج الوطني للحماية ضد شلل الأطفال.

في عام 1935 حاول موريس برودي (مساعد باحث في جامعة نيويورك) بإنتاج لقاح شلل الأطفال، تم صناعها من الألف إلى الياء وحقنها في النخاع الشوكي لقرد، حيث تم قتلها من قبل الفورمالدهايد، قام برودي بأول اختبار للقاح على نفسه وعدد من مساعديه. ثم أعطى اللقاح لثلاثة آلاف من الأطفال وظهرت العديد من ردود فعل الحساسية، ولكن لم يتم تطوير المناعة لأي من الأطفال ضد مرض شلل الأطفال. خلال أواخر 1940 وبدايات 1950 مجموعة باحثين برئاسة جون اندرز في مستشفى بوسطن للأطفال، يزرع فايروس شلل الأطفال في الأنسجة البشرية بنجاح، هذه النقلة المهمة سمحت في النهاية بتطوير لقاح شلل الأطفال.
اندرز وزملائه حازوا بعملهم على جائزة نوبل في عام 1954 م .
تستخدم نوعين من اللقاحات في جميع أنحاء العالم لمكافحة شلل الأطفال. الأول طور بواسطة جوناس سالك، واختبر لقاحها لأول مرة في عام 1952 م وتم إعلانه للعالم عن طريق جون سالك في 12 أبريل عام 1955 م. باسم لقاح سالك (أو لقاح شلل الأطفال (PIV)).
بعد اختبار لقاح سالك في عام 1954م لقدرته على منع شلل الأطفال كانت التجارب نامية لتكون أكبر تجربة طبية في التاريخ. مباشرة بعد الترخيص أطلقت حملات التطعيم، وبحلول عام 1957م بعد الاحصائيات التي قام بها مارش أوف دايمز أن العدد السنوي لحالات شلل الأطفال في الولايات المتحدة في انخفاض بشكل كبير، من ما يقارب 58000 حالة إلى مجرد 5600 حالة. 
 بعد ثمان سنوات من نجاح سالك، قام ألبرت سابين بإنتاج لقاح شلل الأطفال الفموي (OPV) باستخدام الهواء مباشرة. بدأت التجارب البشرية للقاح سابين في 1957م وكان الترخيص لهذا اللقاح في عام 1962. وبعد تطوير لقاح شلل الأطفال الفموي، أدى إلى انخفاض عديد من الحالات. وبحلول عام 1961 لم تسجل سوى 161 حالة في الولايات المتحدة. وآخر حالات شلل الأطفال الناتجة عن انتقال الفايروس في الولايات المتحدة كانت في عام 1979 حيث تفشى في عدة ولايات من الغرب الأوسط.

## الوراثة
في بدايات القرن العشرين عرف مرض شلل الأطفال بالمرض الأكثر رعبًا، المرض يأتي دون سابق إنذار، حيث يميل لإصابة الأشخاص ذوي البشرة البيضاء والأفراد الأثرياء، تم حجرهم صحيًا لمدة طويلة ويتم من خلالها فصل الآباء عن الأطفال. كان من الصعب معرفة من سيقضي عليه هذا المرض ومن سينجو. من عواقب هذا المرض أن ترك ضحاياه علامة ملحوظة للحياة، تاركًا وراءه صورًا حية من الكراسي المتحركة والعكازات، مثبتات الساق، أجهزة التنفس والأطراف المشوهة. ومع ذلك شلل الأطفال لم يغير حياة أولئك الذين نجوا فقط، بل أجرى تغييرات ثقافية عميقة: ظهرت حملات جمع التبرعات التي من شأنها أن تحدث ثورة في العمل الخيري الطبي، وارتفاع شأن العلاج التأهيلي، وذلك من خلال حملات الحقوق الاجتماعية والمدنية من ذوي الاحتياجات الخاصة، ساعدت هؤلاء الناجين من المرض بتحفيز الحركة الحديثة لحقوقهم. 
بالإضافة إلى ذلك أدى وقوع أوبئة شلل الأطفال إلى عدد من الابتكارات الصحية العامة. كان واحدًا من أكثرها انتشارا انتشار مراسيم “ لا للبصق “ في الولايات المتحدة وأماكن أخرى. 

### العمل الخيري:
في عام 1921 أصبح فرانك روزفلت مشلولاً من الخصر إلى الأسفل تماما وبشكل دائم .على رغم أن الشلل (سواء من شلل الأطفال كما شخصت سابقاً أو من متلازمة غيلان باريه) لا علاج له في ذلك الوقت، روزفلت شخص قد خطط لحياة في السياسة، ورفض قبول القيود المفروضة من مرضه، ولقد حاول بمجموعه واسعة من العلاجات بما شمل العلاج بالماء في الينابيع الدافئة، جورجيا (أنظر أدناه). في عام 1938 ساعد روزفلت في تأسيس المؤسسة الوطنية لشلل الأطفال (التي تعرف الآن باسم آذار / مارس من الدايمات). وجمع الأموال من اجل تأهيل ضحايا شلل الأطفال، وكان له دور أساسي في تمويل وتطوير لقاحات شلل الأطفال . وقد غيرت مؤسسة آذار / مارس من الدايمات الطريقة التي تعالج بها بجمع الأموال . بدلاً من التماس مساهمات كبيرة من بعض الأفراد الأثرياء، سعت مؤسسة آذار / مارس من الدايمات الصغيرة من ملايين الأفراد .كانت أعمالها ناجحة في حملات التبرعات التي تم جمعها من مئات الملايين من الدولارات الأكثر من الولايات المتحدة الأمريكية. في ذلك الحين كانت الجمعيات الخيرية مجتمعة (مع استثناء الصليب الأحمر). بحلول عام 1955 آذار / مارس من الدايمات استثمرت 25.5 مليون دولار في مجال البحوث، مول كل من «جوناس سالك» و «ألبرت سابين» بتطوير اللقاح . 1954-55 مجال تجربة اللقاح وإمدادات بلقاح مجاني لآلاف الأطفال. 
 في عام 1952 خلال أسوأ وباء مسجل 3,145 من الناس، ومن بينهم 1,873 طفلاَ توفي في الولايات المتحدة من مرض شلل الأطفال. في نفس العام توفي أكثر من 200,000 (من بينهم 4000 طفلاً) من مرض السرطان و 20,00 (من بينهم 1500 طفلاً) توفي من مرض السل . وفقاً لكتاب شلل الأطفال لديفيد اوشاينكسي : قصة أمريكية : هناك أدلة على أن مؤسسة آذار / مارس من الدايمات لفقت أكثر ضد شلل الأطفال وأنها عززت صورة الشفاء فوراَ لضحايا شلل الأطفال، ولم يكن ذلك صحيحاً . رفضت مؤسسة آذار / مارس من الدايمات الدخول في في الشراكة مع المنظمات الخيرية الأخرى مثل الطريقة المتحدة . 

### العلاج التأهيلي

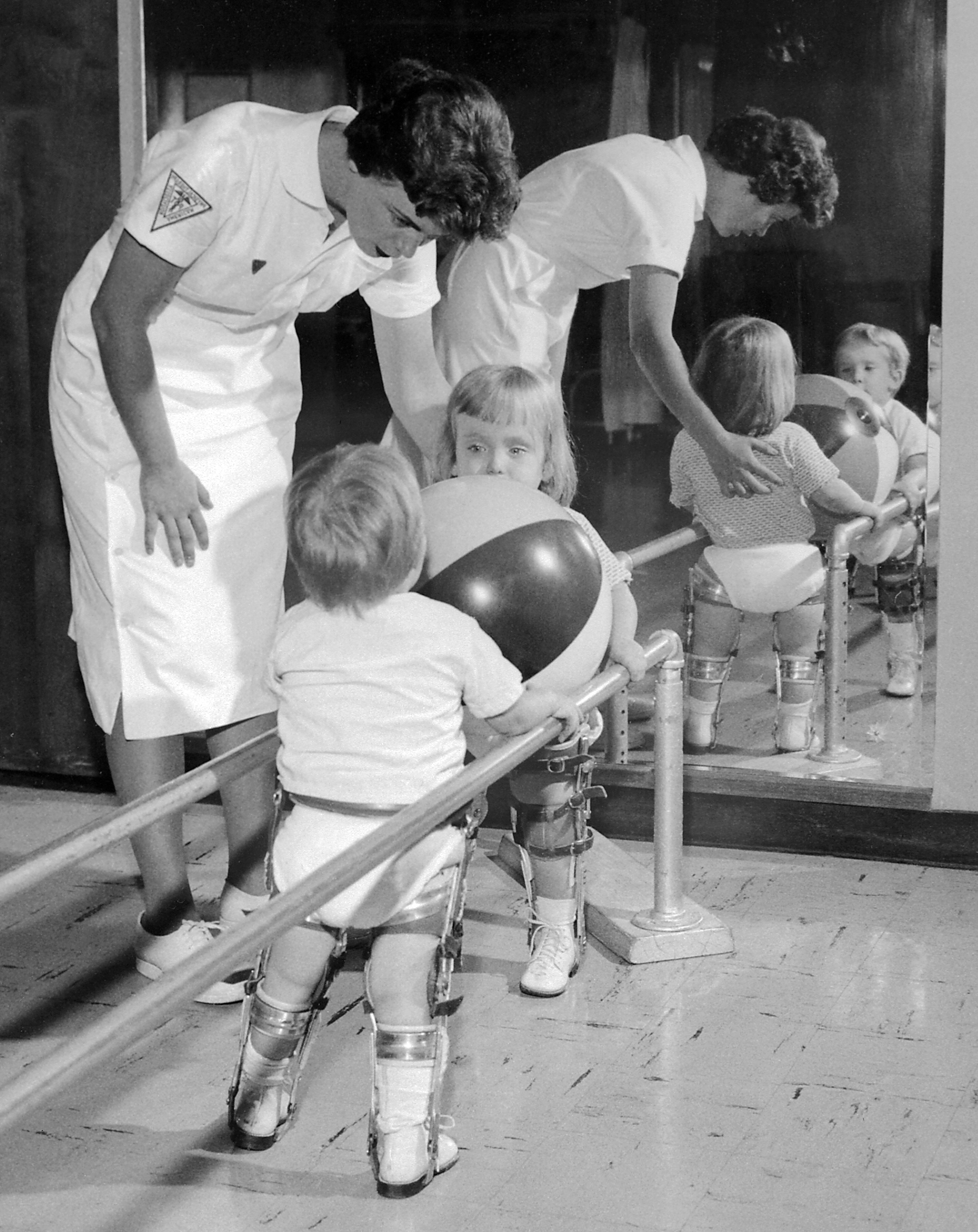
معالج فيزيائي يساعد اثنان من مرضى شلل الأطفال وهم يدربون أطرافهم السفلية

قبل الخوف من شلل الأطفال من القرن العشرين تركز معظم العلاج التأهيلي على علاج الجنود المصابين العائدين من الحرب أدت الآثار المدمرة لشلل الأطفال إلى زيادة الوعي والدعم العام لإعادة التأهيل البدني، واستجاب عدد من مراكز التأهيل يهدف تحديداَ في علاج مرضى شلل الأطفال عندما فتحت، مع مهمة إعادة وبناء القوه المتبقية من ضحايا مرض شلل الأطفال والدراسة من جديد المهارات التعويضية لإعداد كبير من أفراد مصابين حديثاً بالشلل . 
في عام 1926 فرانكلين روزفلت اقتنع فوائد العلاج المائي، وأشترى منتجع في حارة الينابيع الدافئة، جورجيا، حيث أسس أول مركز لإعادة التأهيل الحديثة لعلاج مرضى شلل الأطفال التي لا تزال تعمل كما هي معروفة الآن بمعهد ينابيع روزفلت الدافئة لإعادة التأهيل. 
وبلغت تكلفة إعادة التأهيل لشلل الأطفال في اغلب الأحيان أكثر من أسرة متوسطة يمكن تحمله، وسيكون أكثر من 80% من المرضى بشلل الأطفال في البلاد يتلقون التمويل من خلال مؤسسة آذار / مارس من الدايمات . وتلقت معظم الأسر الدعم أيضا من خلال المنظمات الخيرية مثل : ترتيب نبلاء العرب القديمين من أخوة صوفي الضريح، التي أنشئت شبكة من مستشفيات الأطفال في عام 1919 ومستشفيات شريشنيرس للأطفال، لتوفير الرعاية مجاناً للأطفال الذين يعانون من مرض شلل الأطفال                                                                        

### تحرك حقوق الإعاقة
كما غادر الآلاف من الناجين من مرض شلل الأطفال بدارجات متفاوتة من مستشفيات التأهيل للشلل وذهبوا إلى منازلهم ومدارسهم أو إلى العمل، وكثيرا كانوا مصابين بخيبة أمل بسبب عدم وجود الإمكانية والتمييز الذي يعانى منه في مجتمعاتهم. في أوائل القرن العشرين كان استخدام كرسي متحرك في المنزل أو الأماكن العامة محتمل، كما لا يوجد نظام استقبال الكراسي المتحركة بوسائل النقل العام أو معظم المباني العامة بما في ذلك المدارس، كان يتعذر الوصول إليها لذوي الإعاقة. الكثير من الأطفال المقعدين من شلل الأطفال كانوا مضطرين إلى حضور مؤسسات مختلفة لـ (الأطفال المشلولون) أو كان لابد الصعود والنزول من الدرج. 
كما أن الناس الذين كانوا مشلولين بشلل الأطفال الناضج، بدؤوا بمطالبة حقهم في صلب المجتمع. كان الأشخاص الناجين من شلل الأطفال الأغلب في صدارة تحرك حقوق الأشخاص المصابين بذوي الإعاقة التي ظهرت في الولايات المتحدة خلال 1970 , حثت التشريعات مثل قانون التأهيل عام 1973 الذي يحمي الأفراد المؤهلين من التمييز على أساس إعاقتهم، وقانون الأمريكيين ذوي الإعاقة من تسعينات من القرن الماضي. وشملت الحركات السياسية الأخرى بقيادة الناجين من شلل الأطفال حركات تصميم العيش المستقل والعالمي للستينات والسبعينات من القرن الماضي. 
الناجون من مرض شلل الأطفال هي واحدة من أكبر مجموعات الإعاقة في العالم. وتقدر منظمة الصحة العالمية إن هناك 200 , 000 , 000-1- من الناجين من مرض شلل الأطفال في جميع أنحاء العالم  في عام 19977, ذكرت هيئة المسح المقابلة للصحة الوطنية أن هناك 254-000 شخص يعيشون في الولايات المتحدة أصيب بالشلل بواسطة شلل الأطفال. وفقاً لجماعات الدعم المحلية والأطباء وبعض 40,000الناجين من شلل الأطفال بدرجات متفاوتة يعيش في ألمانيا، 30000 في اليابان، 24,000 في فرنسا و12000 في كندا و 12,000 في المملكة المتحدة. 

## Notes and references
1. ↑  Trevelyan B, Smallman-Raynor M, Cliff A (2005). "The Spatial Dynamics of Poliomyelitis in the United States: From Epidemic Emergence to Vaccine-Induced Retreat, 1910–1971". Ann Assoc Am Geogr. ج. 95 ع. 2: 269–293. DOI:10.1111/j.1467-8306.2005.00460.x. PMC:1473032. PMID:16741562.{{استشهاد بدورية محكمة}}:  صيانة الاستشهاد: أسماء متعددة: قائمة المؤلفين (link)
2. ↑  "What is Polio" (PDF). Canadian International Immunization Initiative. ص. 3. مؤرشف من الأصل (PDF) في 2020-05-27. اطلع عليه بتاريخ 2007-05-09.
3. ↑  Daniel TM, Robbins FC (editors) (1997). "A history of poliomyelitis". Polio. Rochester, N.Y., USA: University of Rochester Press. ص. 5–22. {{استشهاد بكتاب}}: |مؤلف= باسم عام (مساعدة) والوسيط غير المعروف |الرقم المعياري= تم تجاهله يقترح استخدام |ردمك= (مساعدة)
4. ↑  Shell M (2005). "Hamlet's Pause". Stutter. Cambridge: Harvard University Press. ص. 187–188. مؤرشف من الأصل في 2020-04-14. {{استشهاد بكتاب}}: الوسيط غير المعروف |الرقم المعياري= تم تجاهله يقترح استخدام |ردمك= (مساعدة)
5. ↑  Collier, William Douglas (1872). A history of English literature, in a series of biographical sketches. Toronto: J. Campbell. ص. 400. مؤرشف من الأصل في 2020-03-14. {{استشهاد بكتاب}}: الوسيط غير المعروف |الرقم المعياري= تم تجاهله يقترح استخدام |ردمك= (مساعدة)
6. ↑  Cone TE (1973). "Was Sir Walter Scott's lameness caused by poliomyelitis?". Pediatrics. ج. 51 ع. 1: 35. PMID:4567583.
7. ↑  Robertson، Fiona. "'Disfigurement and Disability: Walter Scott's Bodies'". Otranto.co.uk. مؤرشف من الأصل في 2016-03-04. اطلع عليه بتاريخ 2014-05-09.
8. ↑  Gould T (1995). "Chapter One". A Summer Plague: Polio and its Survivors. Yale University Press. مؤرشف من الأصل في 2016-03-27. {{استشهاد بكتاب}}: الوسيط غير المعروف |الرقم المعياري= تم تجاهله يقترح استخدام |ردمك= (مساعدة)
9. ↑  Underwood M (1793). Debility of the lower extremities. In: A treatise on the dieases [sic] of children, with general directions for the management of infants from the birth (1789). Early American Imprints, 1st series, no. 26291 (filmed); Copyright 2002 by the American Antiquarian Society. Philadelphia: Printed by T. Dobson, no. 41, South Second-Street. ج. 2. ص. 254–6. مؤرشف من الأصل في 2020-05-27. اطلع عليه بتاريخ 2007-02-23.
10. ↑  Pearce J (2005). "Poliomyelitis (Heine-Medin disease)". J Neurol Neurosurg Psychiatry. ج. 76 ع. 1: 128. DOI:10.1136/jnnp.2003.028548. PMC:1739337. PMID:15608013. مؤرشف من الأصل في 2008-09-17.
11. ↑  Sass EJ, Gottfried G, Sorem A (editors) (1996). Polio's legacy: an oral history. Washington, D.C: University Press of America. مؤرشف من الأصل في 2020-02-13. {{استشهاد بكتاب}}: |مؤلف= باسم عام (مساعدة) والوسيط غير المعروف |الرقم المعياري= تم تجاهله يقترح استخدام |ردمك= (مساعدة)صيانة الاستشهاد: أسماء متعددة: قائمة المؤلفين (link)
12. ↑  Sachs B (Chairman, New York Neurological Society) (1910). "Epidemic poliomyelitis; report on the New York epidemic of 1907 by the Collective investigation committee". The Journal of Nervous and Mental Disease. {{استشهاد بدورية محكمة}}: الاستشهاد بدورية محكمة يطلب |دورية محكمة= (مساعدة)
13. ↑  Melnick J (1 يوليو 1996). "Current status of poliovirus infections". Clin Microbiol Rev. ج. 9 ع. 3: 293–300. PMC:172894. PMID:8809461. مؤرشف من الأصل (PDF) في 2011-09-28.
14. ↑  Risse، GB (1988). Epidemics and History: Ecological Perspectives. in AIDS: The Burden of History. University of California Press, Berkeley. {{استشهاد بكتاب}}: الوسيط author-name-list parameters تكرر أكثر من مرة (مساعدة) والوسيط غير المعروف |الرقم المعياري= تم تجاهله يقترح استخدام |ردمك= (مساعدة)
15. ↑  http://www.infoplease.com/ipa/A0001460.html Statistics at infoplease.com. نسخة محفوظة 2017-03-09 على موقع واي باك مشين.
16. ↑  http://archives.cbc.ca/health/disease/clips/13131/ CBC Canada film clip 1949. نسخة محفوظة 2008-06-18 على موقع واي باك مشين.
17. ↑  Robertson S (1993). "Module 6: Poliomyelitis" (PDF). The Immunological Basis for Immunization Series. منظمة الصحة العالمية. Geneva, Switzerland. مؤرشف من الأصل (PDF) في 2011-05-24. اطلع عليه بتاريخ 2014-01-13.
18. ↑  Yin-Murphy  M, Almond JW (1996). Picornaviruses: The Enteroviruses: Polioviruses in: Baron's Medical Microbiology (Baron S et al., eds.) (ط. 4th). Univ of Texas Medical Branch. مؤرشف من الأصل في 2008-12-07. {{استشهاد بكتاب}}: الوسيط غير المعروف |الرقم المعياري= تم تجاهله يقترح استخدام |ردمك= (مساعدة)
19. ↑  Gawne AC, Halstead LS (1995). "Post-polio syndrome: pathophysiology and clinical management". Critical Reviews in Physical Medicine and Rehabilitation. ج. 7: 147–88. مؤرشف من الأصل في 2010-11-21.
20. ↑  Melnick JL (1990). Poliomyelitis. In: Tropical and Geographical Medicine (ط. 2nd). McGraw-Hill. ص. 558–76. {{استشهاد بكتاب}}: الوسيط غير المعروف |الرقم المعياري= تم تجاهله يقترح استخدام |ردمك= (مساعدة)
21. ↑  "History of Vaccines Website - Polio cases Surge". College of Physicians of Philadelphia. 3 نوفمبر 2010. مؤرشف من الأصل في 2016-05-20. اطلع عليه بتاريخ 2010-11-03.
22. ↑  Zamula, Evelyn (1991). "A New Challenge for Former Polio Patients". FDA Consumer. ج. 25 ع. 5. مؤرشف من الأصل في 2019-05-14. اطلع عليه بتاريخ 2010-02-07.
23. ↑  Emerson H (1977). A monograph on the epidemic of poliomyelitis (infantile paralysis). New York: Arno Press. {{استشهاد بكتاب}}: الوسيط غير المعروف |الرقم المعياري= تم تجاهله يقترح استخدام |ردمك= (مساعدة)
24. ↑  Jungeblut، Claus Washington (أكتوبر 1935). "INACTIVATION OF POLIOMYELITIS VIRUS IN VITRO BY CRYSTALLINE VITAMIN C (ASCORBIC ACID)". Journal of Experimental Medicine. ج. 62 ع. 4: 517–521. DOI:10.1084/jem.62.4.517. PMC:2133291. PMID:19870431. مؤرشف من الأصل في 2020-01-11.
25. ↑  Sabin, A.B. (1939). "VITAMIN C IN RELATION TO EXPERIMENTAL POLIOMYELITIS : WITH INCIDENTAL OBSERVATIONS ON CERTAIN MANIFESTATIONS IN MACACUS RHESUS MONKEYS ON A SCORBUTIC DIET". J. Exper. Med. ج. 69 ع. 4: 507–16. DOI:10.1084/jem.69.4.507. PMC:2133652. PMID:19870860.
26. ↑  Jungeblut, C.W. (1939). "A FURTHER CONTRIBUTION TO VITAMIN C THERAPY IN EXPERIMENTAL POLIOMYELITIS". J. Exper. Med. ج. 66 ع. 4: 459–477. DOI:10.1084/jem.66.4.459. PMC:2133810. PMID:19870912.
27. ↑  Klenner FR (يوليو 1949). "The treatment of poliomyelitis and other virus diseases with vitamin C". South Med Surg. ج. 111 ع. 7: 209–14. PMID:18147027.
28. ↑  Klenner, F.R. (1951). "Massive doses of vitamin C and the virus diseases". South Med Surg. ج. 113 ع. 4: 101–7. PMID:14855098.
29. ↑  Klenner, F.R. (1952). "The vitamin and massage treatment for acute poliomyelitis". South Med Surg. ج. 114 ع. 8: 194–7. PMID:12984224.
30. ↑  Klenner, F.R. (1953). "The Use of Vitamin C as an Antibiotic". J. Appl. Nutr. ج. 6: 274–8.
31. ↑  Leboeuf C (1992). The late effects of Polio: Information For Health Care Providers. Commonwealth Department of Community Services and Health. مؤرشف من الأصل في 2012-10-28. {{استشهاد بكتاب}}: الوسيط غير المعروف |الرقم المعياري= تم تجاهله يقترح استخدام |ردمك= (مساعدة)
32. ↑  Frauenthal HWA, Van Vliet Manning J (1914). Manual of infantile paralysis, with modern methods of treatment. Pathology: p. 79-101. Philadelphia Davis. OCLC:2078290. مؤرشف من الأصل في 2020-04-11.
33. ↑  Oppewal S (1997). "Sister Elizabeth Kenny, an Australian nurse, and treatment of poliomyelitis victims". Image J Nurs Sch. ج. 29 ع. 1: 83–7. DOI:10.1111/j.1547-5069.1997.tb01145.x. PMID:9127546.
34. ↑  Hammon W (1955). "Passive immunization against poliomyelitis". Monogr Ser World Health Organ. ج. 26: 357–70. PMID:14374581.
35. ↑  Branson RD (1998). "A Tribute to John H. Emerson. Jack Emerson: Notes on his life and contributions to respiratory care". Respiratory Care. ج. 43 ع. 7: 567–71. مؤرشف من الأصل (PDF) في 2007-07-03. اطلع عليه بتاريخ أكتوبر 2020. {{استشهاد بدورية محكمة}}: تحقق من التاريخ في: |تاريخ الوصول= (مساعدة)
36. ↑  Nelson R (2004). "On Borrowed Time: The last iron lung users face a future without repair service". AARP Bulletin. مؤرشف من الأصل في 2007-09-27. اطلع عليه بتاريخ 2010-02-07.
37. ↑  Wilson D (2005). "Braces, wheelchairs, and iron lungs: the paralyzed body and the machinery of rehabilitation in the polio epidemics". J Med Humanit. ج. 26 ع. 2–3: 173–90. DOI:10.1007/s10912-005-2917-z. PMID:15877198.
38. ↑  Staff of the المتحف القومي للتاريخ الأمريكي, Behring Center. "Whatever Happened to Polio?". مؤرشف من الأصل في 2012-06-24. اطلع عليه بتاريخ 2010-02-07.
39. ↑  West J (2005). "The physiological challenges of the 1952 Copenhagen poliomyelitis epidemic and a renaissance in clinical respiratory physiology". J Appl Physiol. ج. 99 ع. 2: 424–32. DOI:10.1152/japplphysiol.00184.2005. PMC:1351016. PMID:16020437. مؤرشف من الأصل في 2019-01-09.
40. ↑  Goldberg A (2002). "Noninvasive mechanical ventilation at home: building upon the tradition". Chest. ج. 121 ع. 2: 321–4. DOI:10.1378/chest.121.2.321. PMID:11834636. مؤرشف من الأصل في 27 أكتوبر 2018. اطلع عليه بتاريخ أغسطس 2020. {{استشهاد بدورية محكمة}}: تحقق من التاريخ في: |تاريخ الوصول= (مساعدة)
41. ↑  Wackers G (1994). "Constructivist Medicine". مؤرشف من الأصل في 2012-02-07. اطلع عليه بتاريخ 2010-02-07. {{استشهاد بدورية محكمة}}: الاستشهاد بدورية محكمة يطلب |دورية محكمة= (مساعدة)
42. ↑  Rinaldo C (2005). "Passive Immunization Against Poliomyelitis: The Hammon Gamma Globulin Field Trials, 1951–1953". Am J Public Health. ج. 95 ع. 5: 790–9. DOI:10.2105/AJPH.2004.040790. PMC:1449257. PMID:15855454.
43. ↑  "Unsung Hero of the  War on Polio" (PDF). Public Health Magazine. University of Pittsburgh Graduate School of Public Health. 2004. مؤرشف من الأصل (PDF) في 2012-02-29. اطلع عليه بتاريخ 2010-02-07.
44. ↑  Hammon W، Coriell L، Ludwig E، وآخرون (1954). "Evaluation of Red Cross gamma globulin as a prophylactic agent for poliomyelitis. 5. Reanalysis of results based on laboratory-confirmed cases". J Am Med Assoc. ج. 156 ع. 1: 21–7. DOI:10.1001/jama.1954.02950010023009. PMID:13183798.
45. ↑  Spice B (4 أبريل 2005). "Tireless polio research effort bears fruit and indignation". The Salk vaccine: 50 years later- second of two parts. Pittsburgh Post-Gazette. مؤرشف من الأصل في 2012-01-22. اطلع عليه بتاريخ 2010-02-07.
46. ↑  Pearce J (2004). "Salk and Sabin: poliomyelitis immunisation". J Neurol Neurosurg Psychiatry. ج. 75 ع. 11: 1552. DOI:10.1136/jnnp.2003.028530. PMC:1738787. PMID:15489385. مؤرشف من الأصل في 2009-07-11.
47. ↑  "The Nobel Prize in Physiology or Medicine 1954". The Nobel Foundation. مؤرشف من الأصل في 2018-07-04. اطلع عليه بتاريخ 2010-02-07.
48. ↑  Sabin A، Ramos-Alvarez M، Alvarez-Amezquita J، وآخرون (1960). "Live, orally given poliovirus vaccine. Effects of rapid mass immunization on population under conditions of massive enteric infection with other viruses". JAMA. ج. 173: 1521–6. DOI:10.1001/jama.1960.03020320001001. PMID:14440553.
49. ↑  Hinman A (1984). "Landmark perspective: Mass vaccination against polio". JAMA. ج. 251 ع. 22: 2994–6. DOI:10.1001/jama.1984.03340460072029. PMID:6371280.
50. ↑  Centers for Disease Control and Prevention (CDC) (1997). "Follow-up on poliomyelitis--United States, Canada, Netherlands. 1979". MMWR Morb. Mortal. Wkly. Rep. ج. 46 ع. 50: 1195–9. PMID:9414151. مؤرشف من الأصل في 2020-04-06.
51. ↑  See David M. Oshinsky, Polio: an American Story.
52. ↑  Oshinsky DM (2005). Polio: an American story. Oxford [Oxfordshire]: Oxford University Press. {{استشهاد بكتاب}}: الوسيط غير المعروف |الرقم المعياري= تم تجاهله يقترح استخدام |ردمك= (مساعدة)
53. ↑  "FDR and Polio: Public Life, Private Pain". Howard Hughes Medical Institute. مؤرشف من الأصل في 2013-05-24. اطلع عليه بتاريخ 2010-02-07.
54. ↑  Dunn HL (1955). Vital Statistics of the United States (1952): Volume II, Mortality Data (PDF). United States Government Printing Office. مؤرشف من الأصل (PDF) في 2019-06-18.
55. ↑  Gallagher HG (2002). "Disability Rights And Russia (speech)". The Review of Arts, Literature, Philosophy and the Humanities. ج. XXXII ع. 1. مؤرشف من الأصل في 2018-11-16. اطلع عليه بتاريخ 2010-02-07.
56. ↑  Rackl L (5 يونيو 2006). "Hospital marks 80 years of treating kids for free". Chicago Sun-Times. مؤرشف من الأصل في 2018-11-16. اطلع عليه بتاريخ 2010-02-07.
57. ↑  Morris RB, Morris JB (editorss) (1996). Encyclopedia of American History. New York: HarperCollins. مؤرشف من الأصل في 2021-08-15. {{استشهاد بكتاب}}: الوسيط غير المعروف |الرقم المعياري= تم تجاهله يقترح استخدام |ردمك= (مساعدة)
58. ↑  Scalise K (1998). "New collection of original documents and histories unveils disability rights movement". University of California at Berkeley News Release. مؤرشف من الأصل في 2019-02-25. اطلع عليه بتاريخ 2010-02-07.
59. ↑  "After Effects of Polio Can Harm Survivors 40 Years Later". March of Dimes: News Desk. 2001. مؤرشف من الأصل في 2018-12-01. اطلع عليه بتاريخ 2014-11-14.
60. ↑  Frick N, Bruno R (1986). "Post-polio sequelae: physiological and psychological overview". Rehabil Lit. ج. 47 ع. 5–6: 106–11. PMID:3749588.